# Даларна (лен)
 Тази статия е за административната единица.  За историческата провинция вижте Даларна (провинция).  
Даларна (на шведски: Dalarnas län, Долана, в превод „Долините“) е лен в средна Швеция. Граничи на север с лените Йевлебори и Йемтланд, на юг с лените Вермланд, Вестманланд и Йоребру. На запад граничи с норвежките области Хедмарк и Сьор Трьонелаг. Административният център на лена е град Фалун.
Понятието „лен Даларна“ се използва преди всичко за административни цели, като допълнително лена се разделя на няколко общини (kommuner). Географските граници на лена до голяма степен се припокриват с тези на историческата провинция Даларна, която е традиционно свързвана с историята и културата на лена. Историческата провинция и лена, притежават един и същи герб. Лен Даларна е побратимен с административните областти Вилянди в Естония и Псковска в Русия, а има изградено сътрудничество и с Люблинското войводство в Полша.
През XI век тук се изгражда металургичен център.

## Административно устройство
В исторически план, административното устройство на лена търпи известни промени. В ранната история, областта Даларна е била под юрисдикцията на владетеля на Вестерос. По времето на своето управление крал Густав Васа с два отделни декрета разделя областта Даларна на два нови административни района — Вестердаларна или западна Даларна (с декрет от Йернбери) и Йостердаларна или източна Даларна (с декрет от Копарбери). По-късно границите на двете нови единици търпят изменения. По време на управлението на Густав Адолф преобладава мнението за обединение на двете исторически провинции с планински терен — Даларна и Вестманланд. През 1624 година, се решава формирането на единна област включваща Даларна и Копарбери, и тази област от 1647 година се нарича просто лен Копарбери.
До 1997 година, ленът носи името Копарбери (буквално „Медна планина“), но оттогава е прекръстен на Даларна.

### Общини в лен Даларна
В рамките на административното си устройсто, лен Даларна се разеделя на 15 общини със съответно население към 31 декември 2013 :
|  | - Авеста (Avesta) с население 19 280 души; - Борленге (Borlänge) с население 50 023 души; - Вансбру (Vansbro) с население 6730 души; - Гагнеф (Gagnef) с население 10 023 души; - Елвдален (Älvdalen) с население 7096 души; - Лександ (Leksand) с население 15 157 души; - Лудвика (Ludvika) с население 25 712 души; - Малунг-Селен (Malung-Sälen) с население 10 061 души; - Мура (Mora) с население 19 998 души; - Орша (Orsa) с население 6849 души; - Ретвик (Rättvik) с население 10 766 души; - Сетер (Säter) с население 10 873 души; - Смедебакен (Smedjebacken) с население 10 691 души; - Фалю (Falu) с население 56 767 души; - Хедемура (Hedemora) с население 15 021 души; |

### Селищни центрове
Най-големите селищни центрове в Даларна за 2010 година са:
| # | Селищен център | Население към 31 декември 2013 |
| - | -------------- | ------------------------------ |
| 1 | Борленге       | 41 734                         |
| 2 | Фалун          | 37 291                         |
| 3 | Авеста         | 14 506                         |
| 4 | Лудвика        | 14 498                         |
| 5 | Мура           | 10 896                         |

Административният център на лен Даларна е удебелен.

## Биологично разнообразие
В лен Даларна се срещат четирите големи хищника, характерни за Швеция: Рис, Вълк, Кафява мечка и Росомаха. В рамките на областта могат да се открият и редица защитени растителни видове .